# Leptogaster nubeculosa
Leptogaster nubeculosa là một loài ruồi trong họ Asilidae. Leptogaster nubeculosa được Bigot miêu tả năm 1878. Loài này phân bố ở vùng Tân nhiệt đới.